# 不动明王

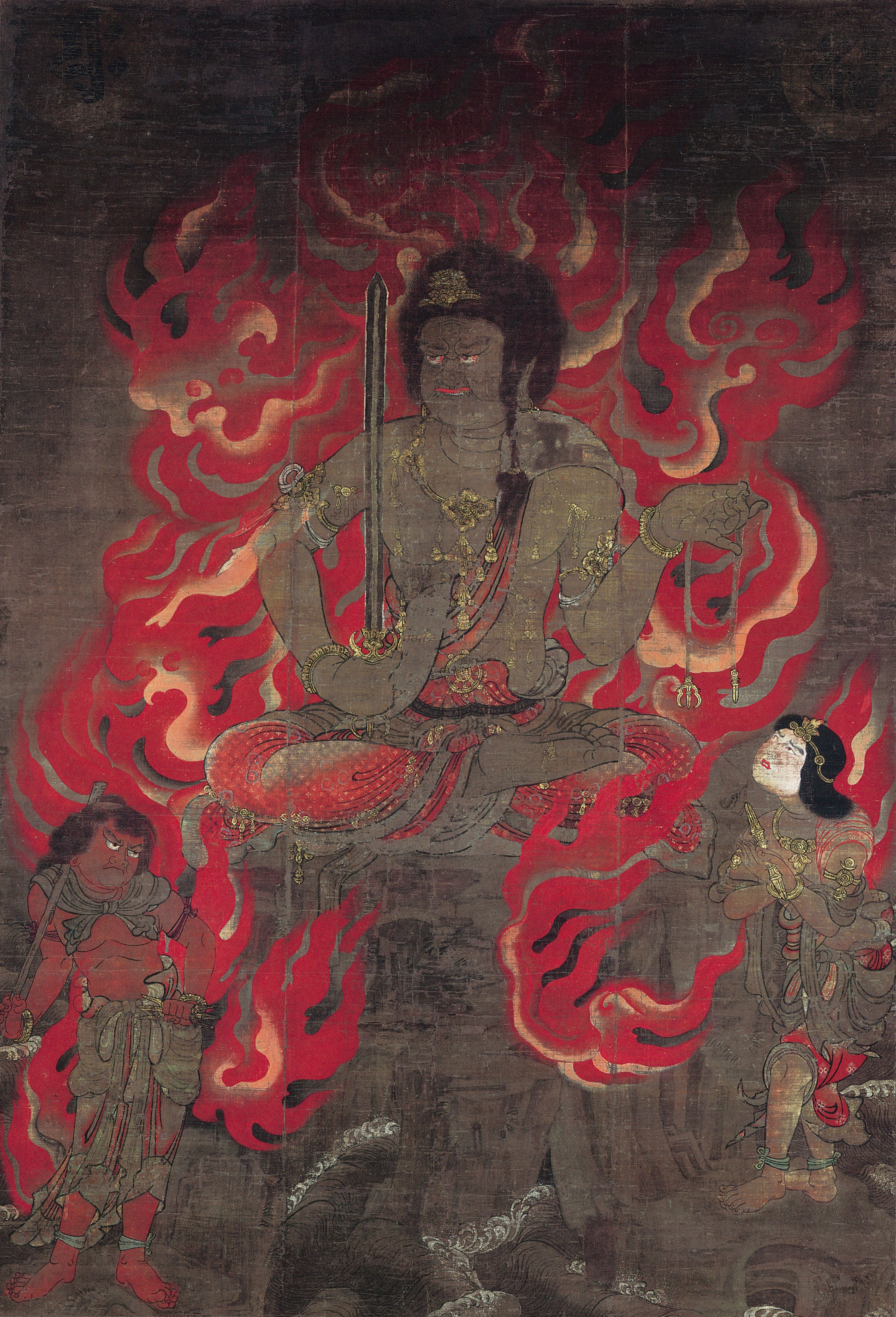
不动明王日本醍醐寺

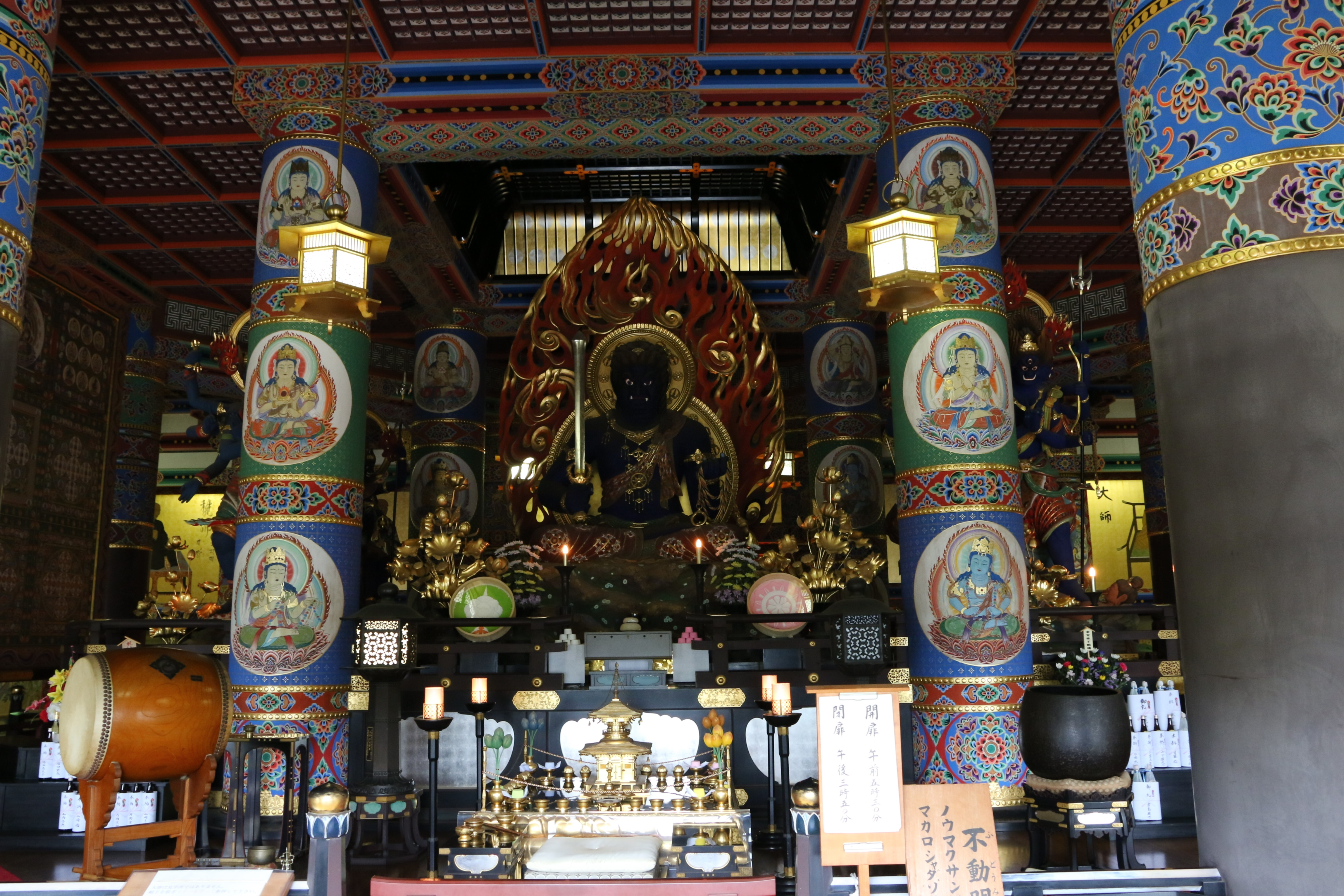
成田山新勝寺

不动明王（羅馬化：acalanātha），亦称聖者無動、聖無動尊、不动尊或無動尊，為佛教密宗五大明王主尊、八大明王首座，毗盧遮那佛（大日如来）的教令轮身。在镇守东西南北中五个方位的五大明王中，为镇守中央方位的明王，也是著名的護法。有些小说中也采用不动明王这个名词。

## 概述
不动明王名称中的“不动”，是指慈悲心深廣，本心本願不变，“明”即為智慧光芒之意，“王”是指的德行深廣，能導眾生至無餘涅槃，為眾導首。不动明王其誓愿为“见我身者发菩提心，闻我名者断恶修善，聞我法者得大智慧，知我心者即身成佛。”
不动明王被视为毘盧遮那佛（即大日如来之音譯名，為釋迦牟尼佛之報身）的忿怒相化身，打败过大自在天。相传大自在天认为自己是三千世界之主，故心存傲慢，不肯皈依佛祖，所以佛祖化身不动明王，前去降伏其心，不动明王用其足踏大自在天的首級，使其歸順，在诸明王之中不动明王也是最高尊者。

## 形象
密教的明王像通常呈現多面多臂（擁有多個臉和雙倍的手臂）的怪異形象，但不動明王則以一面二臂的形態為主。不动明王周身呈现青蓝色，右手持消除魔障的智慧三鈷劍，左手拿縛住邪惡煩惱的金刚鎖（羂索）。面容右眼仰视，左眼俯视。周身火焰。這些是不動明王的基本特徵（在密教圖像集中，有時也會描述多臂的不動明王像，如後述，日蓮傳承中感得了四臂不動明王，但立體造像相對較少見）。
一般都以愤怒的形象示人，降伏內心諸魔障。而不动明王有两臂、四臂、六臂多个形象，但大多以两臂形象示人。其动作形象的来源主要是由（大日如來）的忿怒形象而来，多做舞蹈相，立相。
不動明王雖然起源於印度，經由中國傳入日本，然而在印度和中國，其造像的遺例非常稀少。在傳入日本後，隨著密教的流行，不動明王的造像也漸漸盛行。

## 佛教護法
不动明王是佛教八大護法之一。
佛教《大集经》记载，我们的东南西北有十二神兽镇守，此十二神兽即汉地十二生肖之起源。《法苑珠林》曰：「阎浮提外，四方海中，有十二兽，并是菩萨化导，人道初生，当菩萨住窟，即属此兽护持、得益，故汉地十二辰依此行也。」而不动明王对应的十二生肖中的鸡（对应其他地区的金翅鸟等），负责护佑、教化一方众生。所以在中国属鸡的人也佩戴“不动明王”法相作为守护神、本命佛。

## 宗教文化與影響

### 藏傳佛教
不动明王在汉传佛教或藏传佛教都有相当高的声誉，不动明王與观音菩萨和地藏菩萨一般，乃是藏民供奉的三尊主要佛像之一。

### 日本佛教
在日本佛教，東密的信徒多半信奉不动明王，高野山是其道场。在江戶時代，幕府將軍在都城江戶設置有五色不動明王，以祈求政權的和平穩固。此外，日本的三大不動明王佛畫，高野山明王院的赤不動、大津三井寺的黃不動、京都青蓮院的青不動，合稱三不動。
以真言宗為首，日本佛教的各宗派包括天台宗、禪宗、日蓮宗以及修驗道廣泛地被信仰。與大日如來、降三世明王、軍荼利明王、大威徳明王、金剛夜叉明王、愛染明王等一同被奉祀。
而臺灣經歷過日治時期，因此有奉祀不動明王的香火、尊像或寺廟，如：
- 臺北市北投區
  - 不動明王石窟
  - 波切不動明王尊

台北法華寺亦有供奉不動明王
- 南投縣廬山溫泉（尊像現已不存）
- 嘉義縣中埔鄉
- 臺南市白河區關子嶺關岭里火王爺廟
- 花蓮縣新城鄉（自太魯閣寧安橋下遷移）
- 花蓮縣吉安鄉慶修院
- 花蓮縣干城村西寧寺
- 花蓮縣壽豐鄉豐田村碧蓮寺

## 咒语與手印

### 真言
根本咒：
曩莫三漫跢嚩日囉（二合）𧹞阿慕伽曀呬婀鉢囉（二合）底賀跢曀呬婀左攞際吒婀難跢迦（引）曩底瑟吒（二合下同）底瑟吒（二合同上）左（引）拏左（引）拏跢抳怛吒烏（二合）尾勒南（二合引）伽（引）哆也莽囉也佉（引）娜也薩跢單左茗婀拏滿馱婀訖娘（二合引）矩嚕婀娑荷馱曩（引）仡囉（二合）羯吒羯吒莽吒莽吒憾憾婀底麼攞曀呬摩訶愚拏避灑拏捺吒捺吒婀尾捨（引）婀尾捨婀左攞制吒薩嚩怛囉（引）努跢𡃤迦際吒跢吒跢吒娜麼娜麼發吒（半音）發吒（吒半音）憾𤚥（引）
心咒：
𑖡𑖦𑖾 𑖭𑖦𑖡𑖿𑖝 𑖪𑖕𑖿𑖨𑖯 𑖡𑖯𑖽 𑖮𑖯𑖽 (梵語羅馬轉寫：namaḥ samanta vajrā nāṃ hāṃ)
《大毘盧遮那成佛神變加持經》 唐 善無畏 譯 卷二 (大正藏 T18 No. 848 p0016 a23)
南麼三曼多伐折囉(二合)赧(一)悍

火界咒：
𑖡𑖦𑖾 𑖭𑖨𑖿𑖪 𑖝𑖞𑖯𑖐𑖝𑖸 𑖥𑖿𑖧𑖾 𑖭𑖨𑖿𑖪 𑖦𑖲𑖏𑖸 𑖥𑖿𑖧𑖾 𑖭𑖨𑖿𑖪 𑖞𑖯 𑖝𑖿𑖨𑖘𑖿 𑖓𑖜𑖿𑖚 𑖦𑖮𑖯 𑖨𑖺𑖬𑖜 𑖏𑖽 𑖏𑖯𑖮𑖰 𑖏𑖯𑖮𑖰 𑖭𑖨𑖿𑖪 𑖪𑖰𑖑 𑖡𑖽 𑖮𑖳𑖽 𑖝𑖿𑖨𑖘𑖿 𑖮𑖯𑖽 𑖦𑖯𑖽 (梵語羅馬轉寫： namaḥ sarva tathāgatebhyaḥ  sarva mukhebhyaḥ sarvathā  traṭ  caṇḍa  mahā roṣaṇa  khaṃ  khāhi khāhi sarva vighanaṃ  hūṃ  traṭ  hāṃmāṃ )
《金剛手光明灌頂經最勝立印聖無動尊大威怒王念誦儀軌法品》 唐 不空 譯 (大正藏 T21 No.1199 p0001 b14)
曩莫薩嚩怛佗(引)孽帝毘藥(二合)薩嚩目契毘藥薩嚩佗(引)怛囉(二合)吒(半音)贊拏摩訶(引)𡀔灑拏欠佉(引)呬佉(引)呬薩嚩尾覲南(二合引)吽怛囉(二合)吒(半音)憾(引)[牟*含](引)

慈救咒：
𑖡𑖦𑖾 𑖭𑖦𑖡𑖿𑖝 𑖪𑖕𑖿𑖨 𑖡𑖯𑖽 𑖓𑖜𑖿𑖚-𑖦𑖮𑖯 𑖨𑖺𑖬𑖜 𑖭𑖿𑖣𑖺𑖘𑖧 𑖮𑖳𑖽 𑖝𑖿𑖨𑖘𑖿 𑖮𑖯𑖽 𑖦𑖯𑖽 (梵語羅馬轉寫： namaḥ samanta vajra nāṃ  caṇḍa mahā roṣaṇa  sphoṭaya  hūṃ  traṭak  hāṃ māṃ )
《大毘盧遮那成佛神變加持經 第二卷》
南麼三曼多伐折囉(二合)赧(一)戰拏摩訶[口*路]灑儜(上二)薩破(二合)吒也(三)[合*牛]怛囉(二合)迦(四)悍(引)漫(引)
降魔咒：
𑖡𑖦𑖺 𑖭𑖰𑖟𑖿𑖠𑖰 𑖭𑖰𑖟𑖿𑖠𑖰 𑖭𑖲𑖭𑖰𑖟𑖿𑖠𑖰 𑖭𑖰𑖟𑖿𑖠𑖰 𑖑𑖨 𑖨𑖕𑖧 𑖎𑖲𑖧𑖡𑖿 𑖭𑖦 𑖦𑖭𑖿𑖩𑖰 𑖀𑖕𑖦 𑖭𑖰𑖟𑖿𑖠𑖰 𑖭𑖿𑖪𑖮 (梵語羅馬轉寫：namo siddhi siddhi susiddhi siddhi ghara rajaya kuyan sama masli ajama siddhi svaha)
《佛說俱利伽羅大龍勝外道伏陀羅尼經》
曩謨悉底(二合)悉底(二合)蘇悉底(下同)悉底伽羅羅耶俱琰參摩摩悉利(二合)阿闍麽悉底娑婆呵

### 種子
不动明王的种子字是हां（hāṃ）或ह्म्मां（hmmāṃ）。

### 手印
- 不動根本印
- 不動剑印

### 三昧耶形
三昧耶形是利剑（俱利伽羅剑）和羂索。